# Dyslalia
Dyslalia (gr. dys – zaburzenie, lalia – mowa) – zaburzenia mowy polegające na nieprawidłowej realizacji fonemów (najmniejszych elementów składowych wyrazów) według zazwyczaj ustalonych norm społecznych spowodowane wadami w ukształtowaniu lub uszkodzeniu peryferyjnych organów artykulacyjnych (takich jak wargi, zęby, język czy podniebienie) dotyczące tylko aspektu artykulacyjnego języka.
Według Ireny Styczek dyslalia to opóźnienie w przyswajaniu sobie języka, na skutek opóźnionego wykształcenia się funkcji pewnych struktur mózgowych. 
Inną definicje przedstawia Genowefa Demelowa twierdząc, że jest to nieprawidłowość w realizacji jednej głoski, kilku głosek, a nawet wszystkich lub niemal wszystkich od razu, tzw. bełkot. Zachowane są rytm, melodia, akcent, ale mowa jest zatarta, mało zrozumiała lub zupełnie niezrozumiała.
Halina Spionek uważa, że dyslalia nie jest jednostką chorobową, lecz zespołem objawów wywołanych różnymi czynnikami.
Najczęściej występujące dyslalie to seplenienie, rotacyzm, wymowa bezdźwięczna i palatolalia. Formą ciężką jest bełkotanie.

## Przyczyny
- zmiany anatomiczne aparatu artykulacyjnego
  - nieprawidłowa budowa języka
  - nieprawidłowa budowa podniebienia
  - zniekształcenie zgryzu
  - anomalie zębowe
  - przerost trzeciego migdałka
  - polipy
  - skrzywienie przegrody nosowej
  - przerost śluzówki nosa

- nieprawidłowe funkcjonowanie narządów mowy
  - niska sprawność języka, warg
  - trudności koordynacji pracy wiązadeł głosowych z artykulacją nasady
  - zakłócona praca mięśni napinających i przywodzących wiązadła głosowe
  - nieprawidłowa praca zwierającego pierścienia gardłowego
  - brak pionizacji języka, tzw. infantylne połykanie

- nieprawidłowa budowa i funkcjonowanie narządu słuchu
  - zaburzenie analizy i syntezy słuchowej
  - wybiórcze upośledzenie słuchu, obniżenie słyszalności
  - zaburzenie słuchu fonematycznego

- warunki niesprzyjające uczeniu się mowy
  - nieprawidłowe wzorce wymowy, nieprawidłowa atmosfera, styl wychowania i postawy rodziców
  - brak stymulacji rozwoju mowy

- nieprawidłowe funkcjonowanie ośrodkowego układu nerwowego

- psychiczne podłoże dyslalii (brak zainteresowania mową innych, odczuwanie własnych wypowiedzi jako czegoś trudnego, męczącego i w związku z tym ograniczanie ich, co nie sprzyja normalnemu rozwojowi mowy)

- opóźniony rozwój psychomotoryczny i emocjonalny dziecka

## Podział

### Ze względu na kryteria objawowe
- dyslalia głoskowa
- dyslalia sylabowa
- dyslalia wyrazowa
- dyslalia zdaniowa

### Ze względu na objawy
- sygmatyzm
- rotacyzm
- kappacyzm
- gammacyzm
- lambdacyzm
- betacyzm
- mowa bezdźwięczna
- inne odchylenia od normalnej artykulacji

### Ze względu na liczbę zniekształconych głosek
- dyslalia jednoraka
- dyslalia wieloraka
- dyslalia całkowita

### Ze względu na przyczyny
- dyslalia funkcjonalna
- dyslalia organiczna
- dyslalia motoryczna
- dyslalia sensoryczna
- dyslalia pochodzenia ośrodkowego
- dyslalia pochodzenia obwodowego

## Leczenie
Terapia zaburzeń związanych z dyslalią polega na zastąpieniu błędnie wymawianych dźwięków prawidłowymi. W tym celu należy doprowadzić do wykształcenia się umiejętności artykułowania prawidłowych dźwięków (nauczenia mowy, której pacjent nie nabył wcześniej oraz nadrobienia opóźnienia w rozwoju mowy), co wymaga pomocy ze strony logopedy (chodzi tutaj o usunięcie przyczyn jak i objawów zaburzeń artykulacyjnych).
W przypadku źle rozwiniętego lub uszkodzonego narządu artykulacyjnego w celu przywrócenia odpowiedniego kształtu stosuje się zabiegi chirurgiczne.
Elementy metodyczne w pracy z pacjentem
- trening sprawności motorycznej narządów mowy
- trening słuchowy w odróżnianiu dźwięków zaburzonych i prawidłowych
- trening poprawnych pozycji artykulacyjnych narządów mowy
- trening artykulacji monitorowany wzrokowo, słuchowo i dotykowo
- trening doskonalenia wymowy poszczególnych głosek w warunkach izolacji oraz łączenia głosek w strumieniu mowy
- współpraca specjalisty ze środowiskiem rodzinnym i szkolnym